# خط مترو طهران 5
| طهران كرج    |
| الطرق السريع |

| محافظة البرز |
| محافظة طهران |

| طهران كرج    |
| الطرق السريع |

| محافظة البرز |
| محافظة طهران |

خط مترو طهران 5 هو أحد خطوط مترو تحت الأنفاق في مدينة طهران الإيرانية، وهو الملون باللون الأخضر على خرائط النظام؛ وهو خط طوله 67.5-كيلومتر-طولًا (41.9 mi) يُعتبر خط سكة حديد إقليمي ويحتوي على ثلاثة عشر محطة. يذهب القطار بعيدًا فمثلًا يصل منطقة كرج وجولشهر. ويتصل بالطرف الغربي للخط الثاني في محطة طهران (صادقية). اُفتتح امتداد غربي باتجاه هشتجرد في كانون الأول 2019 م.
ومن المقرر أيضًا أن يتصل الخط بخط مترو كرج رقم 1 في الخطة الرئيسة لتوسيع مترو كرج المكون من 6 خطوط؛ وبالتالي يتصل مترو طهران بمترو كرج.